# Выездка
Выездка, по международной терминологии — дрессура (фр. dressage) — высшая школа верховой езды и олимпийский вид спорта.
Демонстрационная выездка конных подразделений — Дефиле.

## История
Дисциплина имеет богатую историю с древними корнями в труде Ксенофонта «О верховой езде». Современная выездка превратилась в важное занятие для конного спорта со времён Ренессанса, когда в 1550 году были опубликованы «Правила верховой езды» Федерико Гризоне, первый трактат по конному спорту за тысячу лет после Ксенофонта.
Выездка считается самым элегантным видом конного спорта. В этом виде спорта всадник должен продемонстрировать: способность лошади к правильным и производительным движениям на всех аллюрах в различном темпе, от сокращённых до прибавленных, плавные и ритмичные переходы из одного аллюра в другой, правильную стойку, осаживание (движение назад), движения с боковым сгибанием, вырабатываемые специальной тренировкой сложные движения (пируэты, менка ноги на галопе в 4-1 темп, пассаж, пиаффе). При выполнении этих упражнений лошадь должна двигаться, сохраняя то или иное положение своего корпуса, соответствующее номеру программы. В выездке важно наличие импульса — стремление к движению вперёд, полная послушность средствам управления, действия которых должны быть почти незаметными. Оценивается также общий вид лошади, её гармоничность и природная способность к эластичным красивым движениям. Соревнования по выездке проводятся в стандартном манеже 60×20 м, имеющем буквенную разметку своей площади.
Помимо обязательных программ с установленными схемами в соревнованиях высокого ранга, в том числе и на Олимпийских Играх, могут быть и произвольные программы, так называемая Произвольная Программа (КЮР) — это соревнования по артистической выездке, выполняемое под музыку. Может проводиться на разных уровнях: для Пони-всадников, Юношей, Юниоров, Среднего Приза № 1 или Большого Приза. Включает в себя все школьные аллюры и основные движения — в соответствии с тестом основной езды того же уровня. При этом всаднику предоставляется абсолютная свобода выбора формы и манеры исполнения программы в пределах установленного времени.
В современных соревнованиях по выездке успешная тренировка на разных уровнях демонстрируется с помощью выполнения «тестов» (англ. tests), а точнее определённых комбинаций движений, проходящих в рамках «стандартной арены». Судьи оценивают каждое движение на основе «объективного стандарта», соответствующего уровню теста, и присваивают каждому выполненному заданию оценку от «нуля» до «десяти». «Ноль» — «не выполнено», а «10» — «отлично». Оценка «9» — очень хорошая и является высокой оценкой. А участник, набравший все «6» баллов (или 60 %), должен задуматься о переходе на следующий уровень.

## Категории выездки
«L» класс:

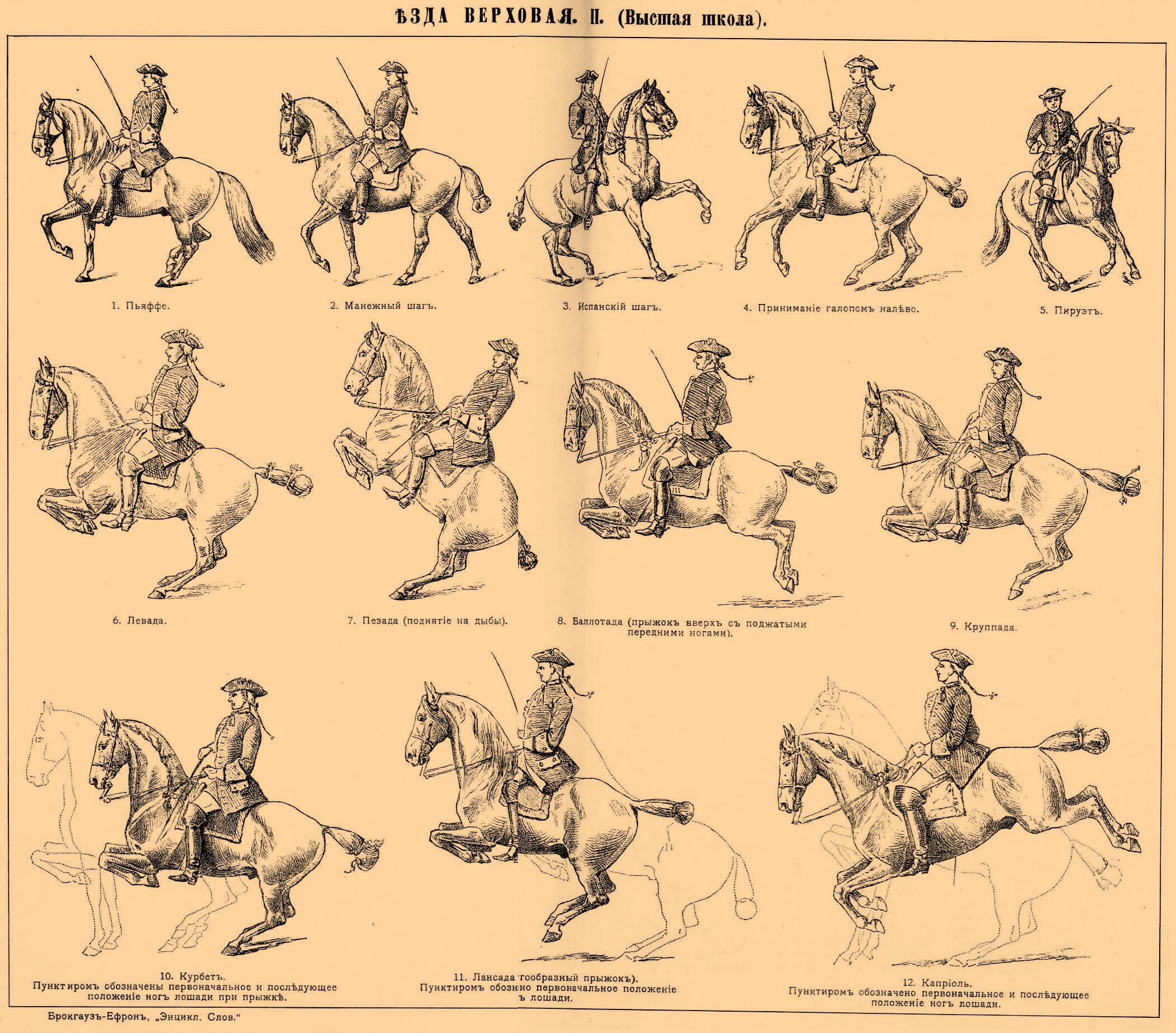
Высшая школа верховой езды начала XX века.

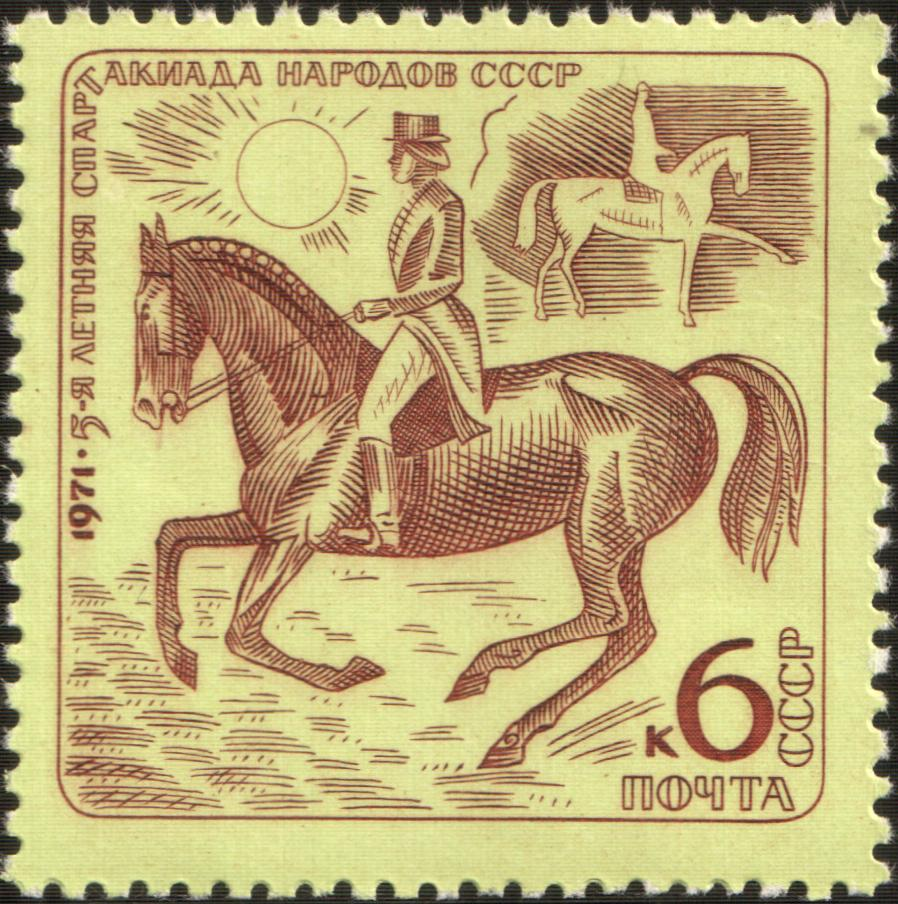
Почтовая марка СССР, 1971 год. V летняя Спартакиада народов СССР

- Предварительный, личный тест для юниоров;
- Тесты для юношей (все);
- Тесты для молодых лошадей (4-6 лет);
- Тесты Челленджера (кроме Малого Приза).

«M» класс:
- Малый Приз;
- Средний Приз № 1;
- Средний Приз А;
- Средний Приз В;
- Фристайл для юниоров.

«S» класс:
- Большой Приз;
- Средний Приз № 2;
- Переездка Большого Приза.

## Основные элементы выездки
- Осаживание;
- Остановка;
- Менка ног на галопе;
- Принимание;
- Уступка шенкелю;
- Пиаффе;
- Пассаж;
- Пируэт и полупируэт;
- Плечом внутрь;
- Траверс;
- Ранверс;
- Поворот на переду;
- Поворот на заду;
- Вольт и полувольт;
- Серпантин.

## Пирамида тренинга
Обучение лошади выездке основано на системе, состоящей из шести шагов, разработанных Немецким Национальным Конным Фондом. Эта система построена в виде пирамиды с «ритмом» в её основании и «сбором» в вершине. Пирамида тренинга полезна для подготовки любой верховой лошади, но чаще всего используется в выездке.
- Ритм;
- Раскрепощённость;
- Контакт;
- Импульс;
- Прямолинейность;
- Сбор;
- Каденция.